# Иван Лазаров (Дерманци)
Иван Лазаров е български революционер, деец на Върховния македоно-одрински комитет.

## Биография
Иван Лазаров е роден в Дерманци, Луковитско. Става деец на ВМОК. Към 1901 година е началник на пункта Кюстендил на ВМОК. През 1902 година е войвода на чета, действаща в Малешево.